# ローカー
ローカー (Loacker S.p.A.) は、イタリアの製菓業者。ボルツァーノ自治県（南チロル）に本社を置き、チョコレートやウエハースなどを製造・販売する。

## 歴史
1925年にボルツァーノで、チョコレートと焼き菓子のメーカーとして創業した。創業者はアルフォンス・ローカー (Alfons Loacker) で、以後ローカー家が経営している。本社はトレンティーノ＝アルト・アディジェ州ボルツァーノ自治県のアウナ・ディ・ソット、行政上はレノン町分離集落にある。
商品のウエハースとチョコレートは、世界のほぼすべての国へ輸出している。ロゴマークは、地元の自然を象徴する本社近傍のシリアール山 (Schlern) をデザインした。

## 商品
ウエハース、チョコレート菓子、焼き菓子のパティスリーやペイストリーなどを製造販売している。
トワイニング、リッタースポーツ (Ritter Sport) 、ローレンツ (Lorenz Snack-World) など食品ブランドの、イタリアにおける販売代理店でもある。

## 生産拠点

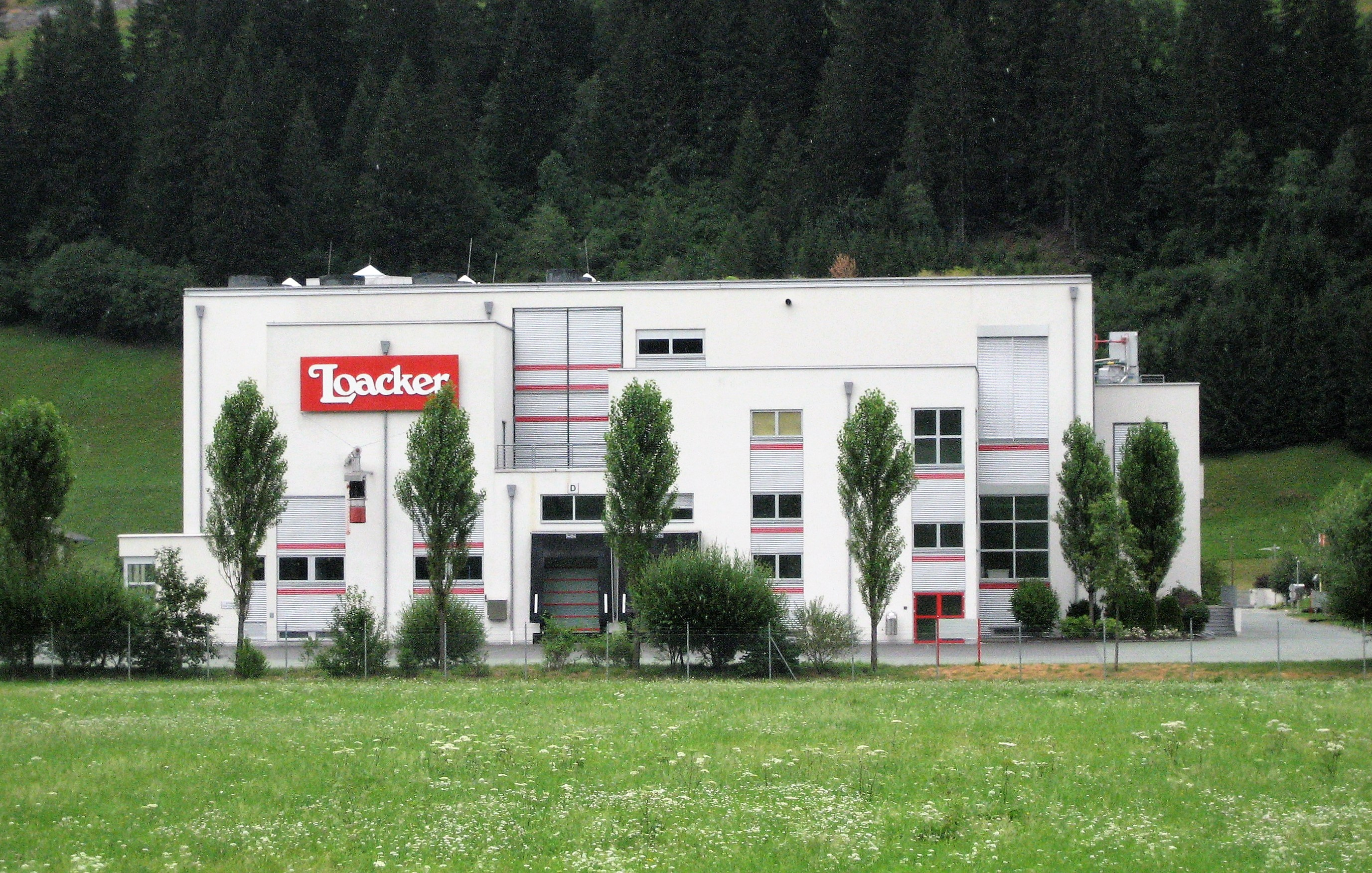
ハインフェルスの事業所

以下に生産拠点を置く。
- アウナ・ディ・ソット
- ボルツァーノ
- ハインフェルス (Heinfels) （オーストリア）

## 直営販売店
自社製品の直営販売店 Loacker BrandStore のほか、カフェ兼ペイストリー・ショップ Loacker Moccaria を運営している。Loacker BrandStore と Loacker Moccaria を組み合わせた販売拠点である Loacker Point は、ボルツァーノの歴史的市街に位置するヴァルター広場 (piazza Walther) のほか、ヴェローナ、ブレンナー峠、トリエステ、ハインフェルスなどにもある。

## 他企業との関係
- ライバル企業はフェレロ社やマンナー社 (Manner) がある。マンナー社はウィーンでローカー社と同様な直営店を構える。
- 日本ではキタノ商事[1]などがローカー社の製品を扱う。